# Oxytropis semiglobosa
Oxytropis semiglobosa är en ärtväxtart som beskrevs av Boris Alexandrovich Jurtzev. Oxytropis semiglobosa ingår i släktet klovedlar, och familjen ärtväxter. Inga underarter finns listade i Catalogue of Life.